# Kruschka
Kruschka (russisch Кружка), der Krug, war ein russisches Volumenmaß und war im Handel mindestens seit 1820 den Flüssigkeiten vorbehalten. Kruschka wurde auch Osmuschka oder Galenok bezeichnet.
Gesetzlich wurde der Wedro in 10 Kruschka geteilt. Es gab aber auch die ältere Teilung mit 8 Kruschka/Osmuschki.
- 1 Kruschka/Osmuschka = 77 Kubikzoll = 80 Pariser Kubikzoll = 1 13⁄22 Liter[2]
- 1 Wedro/Eimer = 610 Pariser Kubikzoll = 12,2989 Liter
- 1 Wedro = 10 Kruschka = 100 Tscharka[3]

Praktisch aber wurde der Eimer in 6 Stof aus praktischen Gründen geteilt (1 Kruschka = 1⁄6 Wedro). Das ergab eine kleine Abweichung der Velte oder dem Viertel.
- 1 Kruschka oder Asmin = 10 Tscharka
- 1 Tschetwert = 1⁄4 Miedro = 2 Kruschka
- 1 Kruschka = 1,22989 Liter
- 1 Tscharka = 2 Tschkalik = 0,122989 Liter
- 320 Kruschka/Osmuschki = 1 Sarckowaja Votschka/(Faß)[2]

Die Maßkette war
- 1 Botschka/Faß/Tonne = 1 1⁄9 Pipe = 2 2⁄9 Oxhoft = 3 1⁄3 Ohm = 13 1⁄3 Anker = 26 2⁄3 Steekan = 40 Wedro = 66 2⁄3 Viertel/russ.Velte = 320 Stof/Stoof = 400 Kruschka = 533 1⁄2 Bierbouteille = 640 Weinbouteille = 4000 Tscharka[3]

In anderer Beziehung war 1 Tscharka = 4⁄25 Weinbouteille = 2⁄15 Bierbouteille = 1⁄10 Stof
Das halbe Volumen der Kruschka wurde als Polukruschka bezeichnet.